# Hamburg Ladies & Gents Cup 2023 - Doppio maschile
Il doppio del torneo di tennis professionistico Hamburg Ladies & Gents Cup 2023, facente parte della categoria Challenger 50 nell'ambito dell'ATP Challenger Tour 2023, si è giocato dal 16 al 22 ottobre ad Amburgo, in Germania.
Tra le sedici coppie di partecipanti erano assenti Treat Conrad Huey e Max Schnur, i detentori del titolo.
In finale Dennis Novak e Akira Santillan hanno sconfitto Alexandru Jecan e Mick Veldheer con il punteggio di 6–4, 3–6, [10–3].

## Teste di serie
1. Dan Added /  Jakub Paul (quarti di finale)
2. Hunter Reese /  Adam Walton (quarti di finale)

1. Alexandru Jecan /  Mick Veldheer (finale)
2. Billy Harris /  Kelsey Stevenson (primo turno)

## Wildcard
1. Jakob Schnaitter /  Mark Wallner (semifinale)

1. Tuncay Duran /  Noel Larwig (primo turno)

## Tabellone

### Legenda
| - Q = Qualificato - WC = Wild card - LL = Lucky loser | - ALT = Alternate - SE = Special Exempt - PR = Protected Ranking | - w/o = Walkover - r = Ritirato - d = Squalificato |

|  | Primo turno | Primo turno                       | Primo turno             | Primo turno          | Primo turno |  |  | Quarti di finale | Quarti di finale       | Quarti di finale       | Quarti di finale    | Quarti di finale    |                     |      | Semifinali | Semifinali                    | Semifinali             | Semifinali                   | Semifinali |   |      | Finale | Finale | Finale | Finale | Finale |  |
|  |             |                                   |                         |                      |             |  |  |                  |                        |                        |                     |                     |                     |      |            |                               |                        |                              |            |   |      |        |        |        |        |        |  |
|  | 1           | D Added J Paul                    | D Added J Paul          | 6                    | 6           |  |  |                  |                        |                        |                     |                     |                     |      |            |                               |                        |                              |            |   |      |        |        |        |        |        |  |
|  |             | M Hermans J Sels                  | M Hermans J Sels        | 4                    | 3           |  |  | 1                | D Added J Paul         | 6                      | 5                   | [7]                 |                     |      |            |                               |                        |                              |            |   |      |        |        |        |        |        |  |
|  |             | C İlkel E Kırkın                  | C İlkel E Kırkın        | 1                    | 2           |  |  | WC               | J Schnaitter M Wallner | 4                      | 7                   | [10]                |                     |      |            |                               |                        |                              |            |   |      |        |        |        |        |        |  |
|  | WC          | J Schnaitter M Wallner            | J Schnaitter M Wallner  | 6                    | 6           |  |  |                  |                        |                        |                     |                     |                     |      | WC         | J Schnaitter M Wallner        | 711                    | 5                            | [8]        |   |      |        |        |        |        |        |  |
|  | 3           | A Jecan M Veldheer                | 78                      | 3                    | [10]        |  |  |                  |                        | 3                      | A Jecan M Veldheer  | 69                  | 7                   | [10] |            |                               |                        |                              |            |   |      |        |        |        |        |        |  |
|  |             | J Barranco Cosano D Jordà Sanchis | 6                       | 6                    | [8]         |  |  | 3                | A Jecan M Veldheer     | 6                      | 5                   | [10]                |                     |      |            |                               |                        |                              |            |   |      |        |        |        |        |        |  |
|  |             | D Masur L Wessels                 | D Masur L Wessels       | 6                    | 6           |  |  |                  | D Masur L Wessels      | 2                      | 7                   | [5]                 |                     |      |            |                               |                        |                              |            |   |      |        |        |        |        |        |  |
|  |             | M Bašić N Serdarušić              | M Bašić N Serdarušić    | 3                    | 4           |  |  |                  |                        |                        |                     |                     |                     |      | 3          | Alexandru Jecan Mick Veldheer | 4                      | 6                            | [3]        |   |      |        |        |        |        |        |  |
|  |             | H Habib P Somani                  | H Habib P Somani        | 6                    | 6           |  |  |                  |                        |                        |                     |                     |                     |      |            |                               |                        | Dennis Novak Akira Santillan | 6          | 3 | [10] |        |        |        |        |        |  |
|  |             | S Ağabigün A Çelikbilek           | S Ağabigün A Çelikbilek | 4                    | 3           |  |  |                  | H Habib P Somani       | H Habib P Somani       | 4                   | 6                   |                     |      |            |                               |                        |                              |            |   |      |        |        |        |        |        |  |
|  |             | D Istomin E Karlovskij            | D Istomin E Karlovskij  | 7                    | 6           |  |  |                  | D Istomin E Karlovskij | D Istomin E Karlovskij | 6                   | 78                  |                     |      |            |                               |                        |                              |            |   |      |        |        |        |        |        |  |
|  | 4           | B Harris K Stevenson              | B Harris K Stevenson    | 64                   | 3           |  |  |                  |                        |                        |                     |                     |                     |      |            | D Istomin E Karlovskij        | D Istomin E Karlovskij | D Istomin E Karlovskij       |            |   |      |        |        |        |        |        |  |
|  |             | D Novak A Santillan               | D Novak A Santillan     | 6                    | 6           |  |  |                  |                        |                        | D Novak A Santillan | D Novak A Santillan | D Novak A Santillan | w/o  |            |                               |                        |                              |            |   |      |        |        |        |        |        |  |
|  | WC          | T Duran N Larwig                  | T Duran N Larwig        | 0                    | 4           |  |  |                  | D Novak A Santillan    | D Novak A Santillan    | 6                   | 7                   |                     |      |            |                               |                        |                              |            |   |      |        |        |        |        |        |  |
|  |             | O Krutykh R Molleker              | O Krutykh R Molleker    | O Krutykh R Molleker |             |  |  | 2                | H Reese A Walton       | H Reese A Walton       | 1                   | 63                  |                     |      |            |                               |                        |                              |            |   |      |        |        |        |        |        |  |
|  | 2           | H Reese A Walton                  | H Reese A Walton        | H Reese A Walton     | w/o         |  |  |                  |                        |                        |                     |                     |                     |      |            |                               |                        |                              |            |   |      |        |        |        |        |        |  |